# Château Menier
Le Château Menier était une demeure située au fond de la baie de Gamache dans la municipalité de L'Île-d'Anticosti au Québec. Elle avait été bâtie par les entrepreneurs Albert et Joe Peters entre 1900 et 1905 sur les plans de l'architecte Stephen Sauvestre pour le compte du propriétaire de l'île, l'industriel français Henri Menier.
Abandonné après la vente de l'île par l'héritier d'Henri Menier, son frère Gaston, le château est détruit volontairement par le feu le 3 octobre 1953 par la compagnie Consolidated Pulp & Paper (qui deviendra la Consolidated Bathurst), nouveau propriétaire de l'île.